# Frédéric Sauter
Pour les articles homonymes, voir Sauter.
Frédéric Sauter (Fritz Sauter) né le 17 juillet 1877 à Grindelwald (Suisse) et mort le 26 janvier 1949 à Bâle, est un innovateur et entrepreneur suisse. 
En 1910, Fritz Sauter fonde la société Sauter AG en tant que manufacture d'horloges de commutation électriques à Grindelwald, en Suisse.
Il invente le premier chauffe-eau électrique à accumulation, le « cumulus » en 1915.
Inventeur de la marque éponyme, Sauter (devenue Confort-Sauter), fabricant de produits électroménager notamment no 1 dans le domaine culinaire[réf. nécessaire].
La marque Confort-Sauter (secteur d'activité produits électroménager) est racheté par le groupe Fagor en 2005, lui-même racheté en 2014 avec l'ensemble du groupe Brandt par Cevital, actuel no 1 de l'électroménager en France et dans divers pays[réf. nécessaire].
Le 6 novembre 2013, Fagor-Brandt, la filiale française du groupe qui emploie 1 800 salariés, annonce son dépôt de bilan.
Le même jour, mais quelques heures plus tard, les autorités espagnoles annoncent également le dépôt de bilan de l'ensemble du groupe.
La marque Sauter (secteur d'activité Gestion technique de bâtiment) appartient au Sauter AG.